# 謝文達
謝文達（1901年3月4日—1983年1月6日），臺灣臺中豐原烏牛欄庄客家人，臺灣飛行先驅。

## 生平
1917年6月觀賞美國特技飛行家亞瑟·史密斯在台中的表演之後，立志學習飛行。1919年畢業於公立臺中中學校（今臺中一中）後，赴日本本土就讀千葉縣津田沼海岸(今習志野市)的伊藤飛行機研究所以優異成績畢業，來自朝鮮的安昌男是他的同學。曾經多次參加飛行競賽獲獎，為臺灣第一位飛行員。1920年10月17日於台中練兵場，以自購中古的「伊藤式惠美五號」飛機升空進行首次「鄉土訪問飛行」為台灣人在原鄉的首次飛行紀錄。其後10月30、31日在台北練兵場又進行兩回飛行表演，轟動全台，激發台灣人的政治平權自覺意識。
1923年，蔣渭水等人到東京進行第二次台灣議會期成運動請願期間，謝文達駕駛「台北號」飛機（需待查），在東京上空散發數十萬張空飄傳單，上書「台灣人呻吟在暴戾政治之下久矣！」、「給台灣人議會吧！」等文字，因而不見容於當時的日本政府。同年4月12日渡海前往中國，與其父謝春池等家人團聚，暫居東北長春百川醫院。同年九月赴天津開設汽車公司，年底又返回東京任台灣民報社員，1924年6月退社返回長春，1925年10月21日回復中華民國國籍:48。自1925年6月起歷任河南國民二軍（軍長岳維峻）航空隊長、1926年3月廣州航空學校教官、1927年國民革命軍航空處飛航員、1928年國民政府軍政部航空署航空第一隊飛機師、航空署編審委員會委員、航空署第六隊作戰參謀、中央陸軍軍官學校第九期航空教官、航空委員會江西省星子縣水上機場場長等職務，後因1930年6月張桂聯軍之役於湖南墜機失事負重傷，1936年4月30日以空軍少校官階退役。1937年12月南京淪陷後，任中華民國維新政府諮議，1940年任汪精衛政權的「國民政府軍事委員會」少將高級參謀，1941年任中華航空公司理事兼上海支社副社長:49。1946年舉家遷回臺灣，於台北市大橋頭台灣機械鑄造廠任廠長，其後擔任臺灣省議會專門委員，前後共達17年。1983年逝世於台北市。
謝文達的祖父謝道隆為清朝秀才，曾經追隨丘逢甲參加成立台灣民主國。

## 相關作品
- 紀錄片《尋找1920》
- 傳記《徘徊在兩個祖國》（其子謝東漢自費出版）